# Ekaterini Thanou
Ekaterini Thanou [ˈθanu] (griechisch Αικατερίνη Θάνου, * 1. Februar 1975 in Athen) ist eine ehemalige griechische Leichtathletin.
Thanou gewann bei den Olympischen Spielen 2000 in Sydney die Silbermedaille im 100-Meter-Lauf. Obwohl später die vor ihr platzierte Marion Jones wegen Dopings disqualifiziert wurde, durfte Thanou wohl wegen der Vorkommnisse von 2004 nicht auf den Goldmedaillenrang vorrücken. Bei den Europameisterschaften 2002 in München wurde sie über 100 Meter Europameisterin.
Für die Olympischen Spiele 2004 in ihrer Heimatstadt galt Thanou als eine der größten Medaillenhoffnungen der griechischen Auswahl in den Leichtathletikwettbewerben, wurde aber nach einer umgangenen Dopingkontrolle suspendiert.

## Vorfälle bei den Olympischen Spielen 2004
Am Abend des 12. August 2004 wurde Thanou zusammen mit ihrem Teamkollegen, dem griechischen 200-Meter-Olympiasieger Konstantinos Kenteris, im olympischen Dorf zu einer Dopingkontrolle vorgeladen. Dieser kamen die beiden Sportler nicht nach, da sie sich angeblich auf dem Nachhauseweg befanden, um „persönliche Sachen“ abzuholen. Wie jedoch der griechische Sportfunktionär Manolis Kolybadis am 15. August im griechischen Privatfernsehsender Alpha TV erzählte, habe er den beiden Sportlern beim Betreten des olympischen Dorfs von der bevorstehenden Kontrolle berichtet, worauf diese in Panik geraten seien („sie waren wie aufgescheuchte Tauben“).
Auch die ihnen eingeräumte Frist von zwei Stunden, um den Test nachzuholen, ließen Kentéris und Thanou verstreichen, da sie sich inzwischen wegen eines Motorradunfalls in ein Krankenhaus hatten begeben müssen.
Allerdings wurden bald Ungereimtheiten in dieser Geschichte bekannt, da Anlieger nichts vom Unfall bemerkt hatten, bei der Polizei keine Unfallmeldung eingegangen war, und die beiden Athleten sich nicht in das Krankenhaus in der Nähe des Unfallorts begaben, sondern in eine Klinik in einem anderen Stadtviertel.
Noch am 12. August berief IOC-Präsident Jacques Rogge die interne Disziplinarkommission ein, der die drei IOC-Exekutivmitglieder Thomas Bach, Serhij Bubka und Denis Oswald angehörten. Die Kommission wollte die griechischen Athleten am Morgen des 13. August einvernehmen. Da Kenteris und Thanou ein ärztliches Attest vorlegten, wurde die Einvernahme auf Montag, den 16. August, verschoben.
Da die erwiesene, bewusste Verweigerung einer Dopingkontrolle gleich wie eine positive Kontrolle gewertet wird, hätte dies eine zweijährige Sperre und den sofortigen Ausschluss der betroffenen Sportler von den Olympischen Spielen zur Folge gehabt.
Am 14. August beschloss das griechische Nationale Olympische Komitee nach hitziger Debatte mit 5:1 gegen die Stimme seines Präsidenten Lambis Nikolaou, Kenteris und Thanou nicht sofort aus der griechischen Mannschaft auszuschließen, sondern suspendierte die Athleten lediglich bis zu deren Anhörung am 16. August.
Diese Einvernahme wurde dann auf den 18. August verschoben. Dort gaben Kenteris und Thanou ihre Akkreditierungen für die Olympischen Spiele zurück. Thanou kündigte an, ihre Karriere beenden zu wollen.

## Sperre und Comeback
Eine zweijährige Wettkampfsperre wegen der verpassten Dopingkontrollen endete im Dezember 2006. Ein ursprünglich für das Jahr 2007 angesetzter Prozess vor einem griechischen Gericht wegen Meineids gegen Kenteris und Thanou wurde zweimal verschoben und sollte im Februar 2009 stattfinden. Thanou und Kenteris wurden im Mai 2011 wegen Meineides zu 31 Monaten Gefängnis auf Bewährung verurteilt, deren Trainer zu 33 Monaten sowie sechs Ärzte und zwei vermeintliche Unfallzeugen zu mindestens einem halben Jahr.
Bei den Halleneuropameisterschaften 2007 in Birmingham startete Thanou das erste Mal nach ihrer Sperre wieder auf internationalem Terrain. Sie belegte den sechsten Platz im 60-Meter-Finale und wurde von dem britischen Publikum bei jeder Vorstellung mit Pfiffen gerügt.
Da Thanou mit einer Qualifikationszeit von 11,39 s die Olympianorm erfüllte, wurde sie am 15. Juli 2008 vom NOK Griechenlands für die Olympischen Spiele 2008 nominiert. Am 10. August 2008 wurde Thanou vom IOC von den Olympischen Spielen in Peking ausgeschlossen, der 33-Jährigen wurde die Akkreditierung verweigert.